# I ondskans närhet
I ondskans närhet (engelska: Touching Evil) är en brittisk kriminaldramaserie som sändes 1997-1999 på ITV. Seriens huvudroller spelas av Robson Green och Nicola Walker.

## Handling
Serien handlar om polisen Dave Creegan, som efter skador från en skottlossning fått märkliga förmågor som gör att han kan förnimma brottslingar. Creegan och hans nyblivna kollega Susan Taylor utreder tillsammans mord, kidnappningar och andra grova brott.  

## Rollista i urval
- Robson Green - D.C.I. Dave Creegan (säsong 1–3; 16 avsnitt)
- Nicola Walker - D.I. Susan Taylor (säsong 1–3; 16 avsnitt)
- Shaun Dingwall - D.C. Mark Rivers (säsong 1–3; 14 avsnitt)
- Michael Feast - Commander Stephen Enwright (säsong 1–3; 15 avsnitt)
- Mary Cunningham - Polispsykologen Marion (säsong 1–2; 11 avsnitt)
- Adam Kotz - D.C. Jonathan Kreitman (säsong 1; 6 avsnitt)
- Andrew Scarborough - D.C. Martin Simmons (säsong 3; 2 avsnitt)

### Återkommande gästroller
- Saskia Downes - Kerry Creegan (7 avsnitt)
- Antony Byrne - Barry (7 avsnitt)
- Holly Earl - Louise Creegan (7 avsnitt)
- Molly Moloney - Ruby Creegan (7 avsnitt)
- John Duttine - Michael Hawkins (4 avsnitt)
- Kenneth MacDonald - Cyril (4 avsnitt)
- Sean Gilder - Steve Carroll (4 avsnitt)